# Google Pay
Google Pay (стилізовано під G Pay, раніше Pay with Google та Android Pay) — система мобільних платежів розроблена компанією Google, яка дозволяє здійснювати покупки за допомогою мобільних пристроїв: смартфонів, планшетів, смарт-годинників на платформі Android. Користувачі зі США та Індії також можуть використовувати додаток на своїх iOS пристроях, хоча і з обмеженим функціоналом. Оплата відбувається через відповідний додаток з використанням технології NFC. Вимогою є версія операційної системи Android 7 або новіша. Google Pay підтримує картки всіх чотирьох основних платіжних систем  — Visa, American Express, Discover і MasterCard. Система може бути використана на безконтактних терміналах оплати, там де використовуються звичайні картки оплати з магнітною смугою.
Крім того, додаток також підтримує такі пропуски, як купони, посадкові талони, студентські квитки, квитки на події, квитки в кіно, квитки на громадський транспорт, картки магазину та картки постійного покупця.
8 січня 2018 року Android Pay і Google Wallet об'єдналися в єдину систему оплати, яка називається Google Pay. Android Pay було перейменовано на Google Pay. Також у додатка з'явилась функція автоматичного заповнення платіжних даних у Google Chrome.
Сервіс після ребрендингу надала новий API, який дозволяє продавцям додавати платіжну послугу на вебсайти, у програми, Stripe, Braintree та Google Assistant. Google Pay дозволяє користувачам використовувати платіжні картки, які вони мають у своєму обліковому записі Google.
Із 1 листопада 2017 року Google Pay працює в Україні.

## Історія
Google Pay був представлений на виставці Google I/O 2015 року. Використовує електронний гаманець Google Wallet, який був раніше випущений у 2011 році. Сервіс також використовував технологію Softcard, що підтримується перевізниками — Google зареєстрували цю технологію як інтелектуальну власність у лютому 2015 року. На момент запуску сервіс був сумісний із 70 % пристроїв Android.
Станом на 15 травня 2019 року сервіс працює у 30 країнах світу, Україна стала 15-тою.

## Доступність

### Підтримувані країни

Доступність Google Pay в світі(станом на 7 грудня 2021 року)

| Реліз, як Android Pay |

| Дата              | Країна          | Підтримка Wear OS | Підтримка iOS |
| ----------------- | --------------- | ----------------- | ------------- |
| 11 вересня 2015   | США             | Так               | Так           |
| 18 травня 2016    | Велика Британія | Так               | Ні            |
| 27 червня 2016    | Сінгапур        | Так               | Так           |
| 13 липня 2016     | Австралія       | Так               | Ні            |
| 20 жовтня 2016    | Гонконг         | Так               | Ні            |
| 17 листопада 2016 | Польща          | Так               | Ні            |
| 1 грудня 2016     | Нова Зеландія   | Так               | Ні            |
| 7 грудня 2016     | Ірландія        | Так               | Ні            |
| 13 грудня 2016    | Японія          | Ні                | Ні            |
| 7 березня 2017    | Бельгія         | Так               | Ні            |
| 23 травня 2017    | Росія           | Так               | Ні            |
| 31 травня 2017    | Канада          | Так               | Ні            |
| 1 червня 2017     | Тайвань         | Так               | Ні            |
| 26 липня 2017     | Іспанія         | Так               | Ні            |
| 1 листопада 2017  | Україна         | Так               | Ні            |
| 14 листопада 2017 | Бразилія        | Так               | Ні            |
| 14 листопада 2017 | Чехія           | Так               | Ні            |
| 28 лютого 2018    | Словаччина      | Так               | Ні            |
| 26 червня 2018    | Німеччина       | Так               | Ні            |
| 31 липня 2018     | Хорватія        | Так               | Ні            |
| 28 серпня 2018    | Індія           | Так               | Так           |
| 19 вересня 2018   | Італія          | Так               | Ні            |
| 30 жовтня 2018    | Данія           | Так               | Ні            |
| 30 жовтня 2018    | Норвегія        | Так               | Ні            |
| 30 жовтня 2018    | Фінляндія       | Так               | Ні            |
| 30 жовтня 2018    | Швеція          | Так               | Ні            |
| 14 листопада 2018 | ОАЕ             | Так               | Ні            |
| 27 листопада 2018 | Чилі            | Так               | Ні            |
| 11 грудня 2018    | Франція         | Так               | Ні            |
| 30 квітня 2019    | Швейцарія       | Так               | Ні            |
| 17 листопада 2020 | Австрія         | Так               | Ні            |
| 17 листопада 2020 | Болгарія        | Так               | Ні            |
| 17 листопада 2020 | Греція          | Так               | Ні            |
| 17 листопада 2020 | Естонія         | Так               | Ні            |
| 17 листопада 2020 | Латвія          | Так               | Ні            |
| 17 листопада 2020 | Литва           | Так               | Ні            |
| 17 листопада 2020 | Нідерланди      | Так               | Ні            |
| 17 листопада 2020 | Португалія      | Так               | Ні            |
| 17 листопада 2020 | Румунія         | Так               | Ні            |
| 17 листопада 2020 | Угорщина        | Так               | Ні            |
| 7 грудня 2021     | Ізраїль         | Так               | Ні            |
| 7 грудня 2021     | Казахстан       | Так               | Ні            |

### Підтримувані платіжні системи
- Visa / Visa Debit
- MasterCard / Debit MasterCard
- American Express
- Discover
- Diners Club
- Visa Electron
- JCB
- Maestro
- PayPal (тільки в Сполучених Штатах Америки та Німеччині)
- EFTPOS (Австралія)
- Interac (Канада)
- nanaco (карта передоплати в Японії)
- Edy (карта передоплати в Японії)

## Безпека і захист інформації
Google Pay використовує сканер відбитка пальців для ідентифікації особи, яка здійснює оплату, на пристроях де це можливо, на інших пристроях без сканера відбитка пальців — активація відбувається з відповідним кодом доступу. Коли користувач проводить оплату, Google Pay не відсилає номер відповідної картки оплати, натомість він генерує віртуальний обліковий номер, який містить в собі інформацію рахунку користувача. Сервіс не передає платіжні дані клієнта (номер картки, термін дії, інформацію про власника карти), відправляючи замість цього безпечний одноразовий код. Здійснення оплати можливо тільки на пристроях із звичайними правами доступу користувачів до платформи Android.

## Google Pay в Україні
Наприкінці жовтня 2017 року у ЗМІ з'явилася інформація щодо запуску з 1 листопада 2017 року Google Pay в Україні. Згодом компанія Google підтвердила її та заявила, що 1 листопада, разом з ПриватБанком та Національним банком України, буде проведено презентацію та запуск Android Pay в Україні. Спочатку було оголошено про підтримку карток лише 2 державних банків — ПриватБанку (з 1 листопада) та Ощадбанку (з 27 листопада). Першим комерційним банком в Україні, що запустив сервіс, став Укрсиббанк, згодом до нього долучились ПУМБ, ТАСКОМБАНК та інші банки. Станом на травень 2019 року про підтримку сервісу для своїх клієнтів оголосив 21 український банк.
В Україні станом на 1 квітня 2017 року було більше 2 млн смартфонів під управлінням ОС Android з NFC-модулем, а також 226,8 тис. POS-терміналів (з яких лише ~100 000 можна було задіяти для оплати за допомогою Google Pay). За підсумками 2018 року, кількість оплати з використанням смартфонів виросла у 90 разів, станом на березень 2019 року у різних закладах використовується понад 300 тисяч POS-терміналів, з яких 80 % мають підтримку безконтактної оплати.
Google Pay не має власних лімітів, проте ліміти безпарольної оплати може встановлювати власник терміналу чи банк (на практиці їх зазвичай немає).